# Премия «Грэмми» за лучшее хард-рок/метал-исполнение
Премия «Грэмми» за лучшее хард-рок/метал-исполнение (англ. Grammy Award for Best Hard Rock/Metal Performance) — премия предназначенная для исполнителей в жанре хард-рок и хеви-метал-музыки за их лучшие вокальные или инструментальные записи и ограничено синглами или треками.
Вручалась на ежегодной церемонии в США в 2012 и 2013 годах. Одна из самых престижных наград в современной рок-музыке. Ежегодная церемония награждения премией «Грэмми» проводится Национальной академией искусств и науки звукозаписи США. Награда была основана в 1958 году.
Эта номинация возникла в 2012 году и включила в себя две категории, ранее известные как Best Hard Rock Performance и Best Metal Performance (1990-2011). С 2014 вошла в объединённую категорию Лучшее рок-исполнение. Реструктуризация этих категорий стала результатом сокращения общего их числа, проведённого Национальной академией искусств и науки звукозаписи США, так как трудно провести между ними различия.

## История
| Год  | Исполнитель  | Страна | Работа                 | Номинанты                                  | Ссылка |
| ---- | ------------ | ------ | ---------------------- | ------------------------------------------ | ------ |
| 2012 | Foo Fighters | США    | "White Limo"           | - Sum 41 – "Blood In My Eyes"              | [ 5 ]  |
| 2013 | Halestorm    | США    | "Love Bites (So Do I)" | - Megadeth – "Whose Life (Is It Anyways?)" |        |

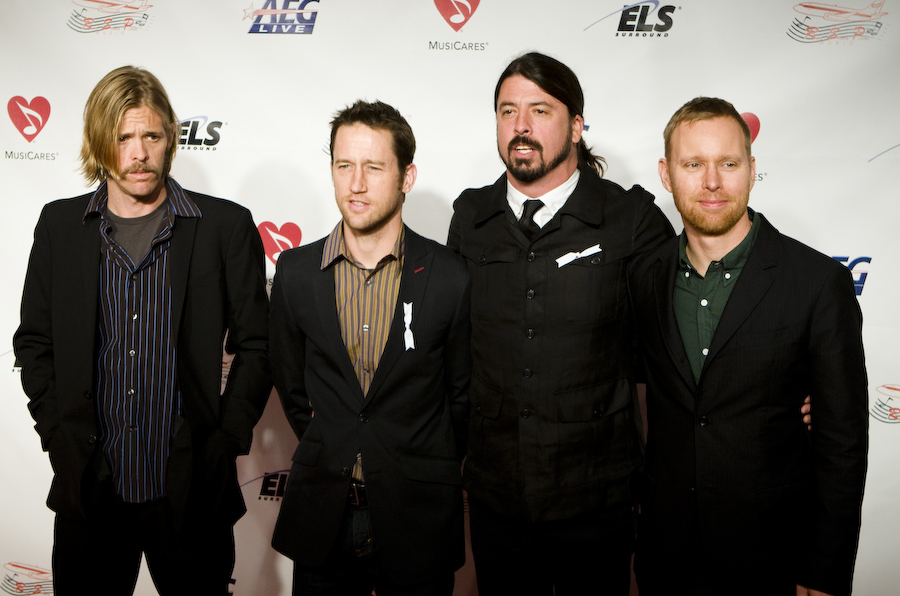
Foo Fighters
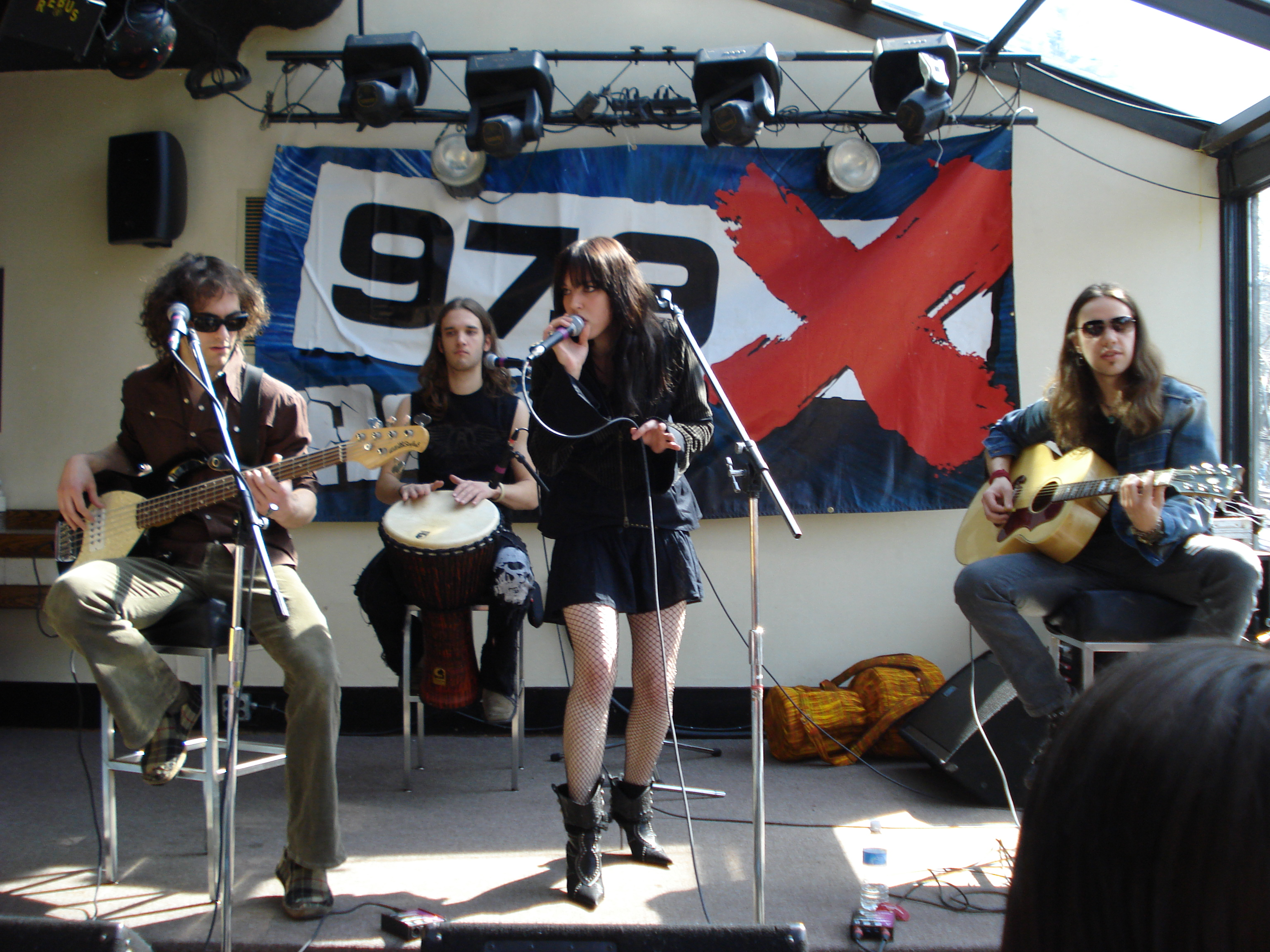
Halestorm